# Arrhenia omnivora
Arrhenia omnivora är en lavart som först beskrevs av Agerer, och fick sitt nu gällande namn av Redhead, Lutzoni, Moncalvo & Vilgalys 2002. Arrhenia omnivora ingår i släktet Arrhenia och familjen Tricholomataceae.   Inga underarter finns listade i Catalogue of Life.